# Chittoor (Distrikt)
Der Distrikt Chittoor (Telugu చిత్తూరు జిల్లా) ist ein Distrikt des indischen Bundesstaates Andhra Pradesh. Verwaltungssitz ist die Stadt Chittoor.

## Geographie

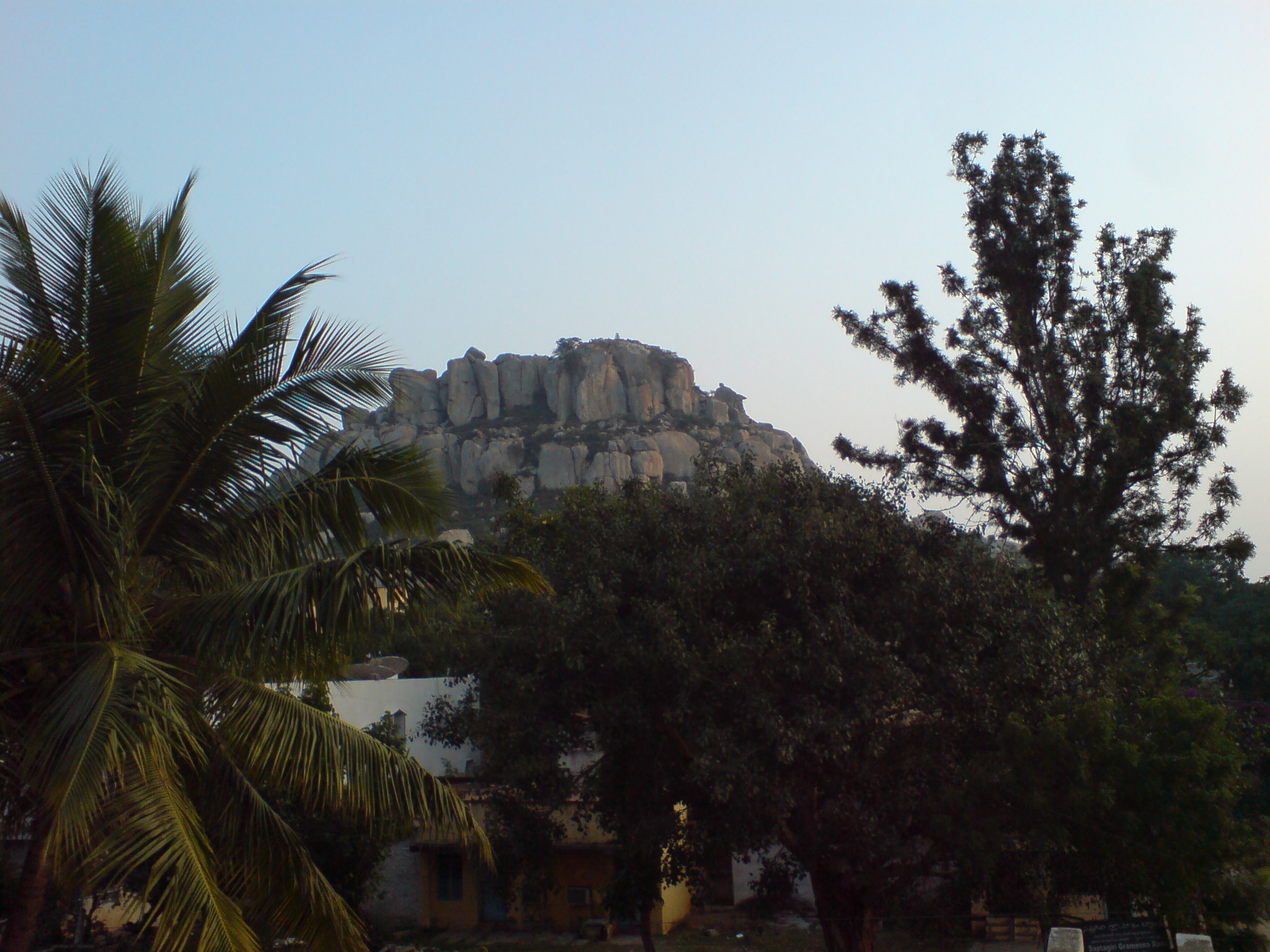
Felsformation beim Dorf Pathikonda

Chittoor ist der südlichste Distrikt von Andhra Pradesh und liegt in der Großregion Rayalaseema. Chittoor grenzt an die Bundesstaaten Tamil Nadu (Distrikte Krishnagiri, Tirupattur, Vellore und Tiruvallur) und Karnataka (Distrikt Kolar). Die angrenzenden Distrikte in Andhra Pradesh sind Annamayya im Norden und Tirupati im Nordwesten.
Der westliche Teil des Distrikts ist durch das Bergland der Ostghats geprägt. Die Höhe liegt hier bei 600 bis 900 Metern über dem Meeresspiegel. Die wichtigsten Fließgewässer sind der Palar ganz im Süden, der Ponnai und der Arani im Westen.

## Klima
Der langjährige Durchschnitt der Niederschlagsmenge beträgt 934 mm pro Jahr. Der Distrikt erhält wesentliche Regenmengen sowohl durch den Südwestmonsun (Juni bis September), als auch durch den Nordostmonsun (Oktober bis Dezember). Der regenreichste Monat ist der Oktober. Außerhalb der Monsunzeit herrscht relative Trockenheit. Der kälteste Monat ist der Januar mit im Durchschnitt minimal 18,9 °C  und der wärmste ist der Mai mit im Durchschnitt maximal 39,9 °C (Daten der Jahre 2001 bis 2010).

## Bevölkerung
Aufgrund der 2022 erfolgten Reorganisation sind mit Stand 2023 nur wenige zuverlässige demographische Daten zum Distrikt in seinen neuen Grenzen verfügbar. Aus den Einzeldaten der Mandals errechnet sich eine Fläche von 6681,46 km² und eine Gesamtbevölkerung von 1.872.951 (Zensus 2011).

## Geschichte

Distrikt Chittoor vor der Distriktreorganisation 2022

Der Distrikt Chittoor entstand zur Zeit Britisch-Indiens am 1. April 1911. Der Distrikt wurde aus den Taluks Chittoor, Palmaner und Chandragiri des Distrikts North Arcot, den Taluks Madanapalle und Vayalpad des Distrikts Cuddapah, sowie den ehemaligen Zamindar-Gebieten Punganur, Kalahasti, Puttur und Karvetinagar (Tiruttani) gebildet. Eine erste Grenzänderung erfolgte am 1. Dezember 1928, als das Taluk Palmaner von North Arcot mit Ausnahme von 22 Dörfern an Chittoor angegliedert wurde. Im unabhängigen Indien (ab 1947) gehörte der Distrikt zunächst zum Bundesstaat Madras und ab 1953 zum neu gebildeten Bundesstaat Andhra. 1950 wurden acht Dörfer unter dem Provinces and States (Absorption of Enclaves) Order von Mysore hinzugewonnen. Im States Reorganisation Act 1956 kam der Distrikt zum neu gebildeten Bundesstaat Andhra Pradesh. 1959 erfolgte eine Grenzkorrektur zwischen Andhra Pradesh und Madras (ab 1969 Tamil Nadu), bei der ein großer Teil des Taluks Tiruttani an den Distrikt Chingleput abgegeben wurden. Im Gegenzug wurden 184 Dörfer in Form des Taluks Satyavedu vom Distrikt Chingleput angegliedert. Die Fläche des Distrikts Chittoor wurde danach beim Zensus 1961 mit 15.136 km² angegeben. 1979 wurden 14 Dörfer an den Distrikt Nellore abgegeben. Danach belief sich die Distriktfläche auf 15.152 km², und diese blieb danach längere Zeit konstant.
Am 4. April 2022 erfolgte eine umfassende Distrikt-Reorganisation in ganz Andhra Pradesh. Die Zahl der Distrikte verdoppelte sich von 13 auf 26. Der Distrikt Chittor verkleinerte sich von 66 Mandals (Zensus 2011) auf 31 Mandals. Fünfzehn Mandals gingen an den neu gebildeten Distrikt Annamayya (Pileru, Gurramkonda, Kalkada, Kambhamvaripalle, Madanapalle, Nimmanapalle, Ramasamudram, Thamballapalle, Mulakalacheruvu, Peddamandyam, Kurabalakota, Peddathippasamudram, Beerongi Kothakota, Kalikiri, Valmikipuram), und 20 Mandals an den Distrikt Tirupati (Buchi Naidu Kandriga, Varadalahpalem, Satyavedu, Srikalahasti, Thottambedu, Renigunta, Yerpedu, Kumara Venkata Bhupala Puram, Nagalapuram, Pichatur, Narayanavanam, Tirupati Urban, Tirupati Rural, Chandragiri, Pakala, Ramachandrapuram, Vadamalapet, Puttur, Yerravaripalem, Chinnagottigallu).

## Verwaltungsgliederung

### Mandals
Im Jahr 2022 war der Distrikt in vier Divisionen und 31 Mandals eingeteilt:
- Division Nagari mit den sieben Mandals Srirangarajapuram, Vedurukuppam, Palasamudram, Karvetinagar, Nagari, Nindra, Vijayapuram;
- Division Chittoor mit den zehn Mandals Chittoor, Gudipala, Yadamarri, Gangadhara Nellore, Puthalapattu, Penumuru, Thavanampalle, Irala, Pulicherla, Rompicherla;
- Division Palamaneru mit den zehn Mandals Palamaner, Gangavaram, Peddapanjani, Somala, Chowdepalle, Punganur, Sodam, Baireddipalle, Venkatagirikota, Bangarupalem;
- Division Kuppam mit den vier Mandals Kuppam, Santhipuram, Gudupalle, Ramakuppam.

### Städtische Siedlungen
Im Gebiet des Distrikts in seinen Grenzen ab 2022 befanden sich zum Zeitpunkt der Volkszählung 2011 die folgenden städtischen Siedlungen (mit Einwohnerzahl 2011, M: Municipality, CT: Census town):
- Chittoor (M, 153.756)
- Nagari (M, 62.253)
- Palamaner (M, 51.163)
- Punganur (M, 54.746)
- Mangasamudram (CT, 8.113)
- Murakambattu (CT, 6.812)
- Kuppam (CT, 21.963)